# كنيسة العذراء المغيثة
كنيسة السيدة العذراء حارة الروم (كنيسة العذراء المغيثة) بالغورية القاهرة بمصر.
بُدئ في إنشاء هذه الكنيسة في أواخر القرن الخامس أو مطلع القرن السادس الميلادي. وتمت عمارتها في منتصف القرن المشار إليه على عهد البابا أرسيوس الأول. إلا أنها تهدمت، فأمر بغلقها سنة 1026م. وظلت مغلقة حتى أعيد فتحها بعد تجديدها لأول مرة على عهد البطريرك البابا خرستوذولس، ولكنها ما لبثت أن تهدمت أيضا على عهد الناصر محمد بن قلاوون سنة 1321م وتم تجديدها للمرة الثالثة.
قام المعلم إبراهيم الجوهري بتجديد مباني كنيسة العذراء المغيثة بحارة الروم في سنة 1508 ش (1792م).
و في أيام البابامرقس الثامن حدثت مواقف كثيرة مؤسفة ومظالم للكنيسة وللأقباط، منهم حرق الكنيستين العليا والسفلى بحارة الروم وانتقل مركز البطريركية من حارة الروم إلى الكاتدرائية المرقسية بالأزبكيه.

## إقامة مقر بابويبمصر
بعد سيامه البابا خرستوذولس انتقل من الكنيسة المرقسية بالأسكندرية إلى مصر، واتخذ كنيسة المعلقة بظاهر الفسطاط مقرًا له. كما جدد كنيسة القديس مرقريوس وجعلها كاتدرائية كبرى ومركزًا لكرسيه، وجعل أيضًا كنيسة السيدة العذراء في حي الأروام مقرًا له يأوي إليه عند اللزوم وذلك برضى أسقف بابيلون. أما سبب ذلك فهو انتقال عظمة مدينة الإسكندرية إلى مدينة القاهرة، وكثرة عدد المسيحيين فيها، ولارتباطه بالحكومة. فصار البابا يعين أسقفًا للإسكندرية باسم وكيل الكرازة المرقسية.

## مقر بابا الإسكندرية
البابا متاؤس الرابع كان آخر من سكن القلاية البطريركية في حارة زويلة لأنه نقل كرسيه إلى كنيسة السيدة العذراء حارة الروم في سنة 1660 م أول أيام رسامته.
في سنة 1800 م في أيام البابامرقس الثامن انتقل مركز البطريركية من حارة الروم إلى الكاتدرائية المرقسية بالأزبكيه..

## عمارة الكنيسة
الكنيسة تنخفض عن مستوى أرض الشارع بمتر ونصف المتر تقريباً.
تتكون عمارة الكنيسة من منشأة على اسم الأمير تادرس المشرقي تضم ديراً للراهبات وكنيستين إحداهما للسيدة العذراء والأخرى لمار جرجس.
تشتمل كنيسة السيدة العذراء على واجهة جنوبية يتوسطها مدخل عبارة عن فتحة باب مستطيلة يغلق عليها مصراع خشبي من حشوات مجمعة تزينها أشكال هندسية بسيطة. يفضي الباب إلى صحن وجناحين وثلاثة هياكل، يغطيها سقف عبارة عن اثنتي عشرة قبة منها ثلاث فوق الهياكل، وتسع فوق الصحن والجناحين. وينفصل هذا الصحن عن حوش المدخل بخمس دعائم، وبه منبر ذو سلم خشبي حلزوني يستند إلى الدعامة الشمالية لمكان المرتلين. وقد فرش جزء من أرضيات هذا القسم من الكنيسة بخشب مستحدث بينما ظل الجزء الآخر مفروشاً ببلاطات حجرية قديمة.
وإلى الشرق من الصحن المشار إليه توجد ثلاثة هياكل أولها رئيسي أوسط على اسم السيدة العذراء تغطيه قبة محمولة على أربع حنايا يتصدره حجاب من الخشب المطعّم بالعاج وعليه كتابات عربية وقبطية. وتزين الحجاب عدة أيقونات، منها أيقونة كبيرة للصلبوت وأيقونة أخرى للقيامة على جانبيها أيقونتان إحداهما للمريمات حول القبر والأخرى للسيدة العذراء. وهما يرتكزان على رأس نسرين متعاكسين محفورين في الخشب يقف كل منهما على رأس تنين. أما الهيكل من الداخل فهو عبارة عن حجرة مربعة يتوسطها مذبح رخامي تعلوه مظلة خشبية ترتكز على عارضتين خشبيتين تزينها صور قديسين خلفه مدرج رخامي من سبع درجات منحوتة. وتتصدر جدار المذبح الشرقي حنية مجلدة بالخشب في وسطها صورة ملونة للسيد المسيح، تعلوها مجموعة من بلاطات القاشاني المزينة بزخارف عثمانية تتوسطها جامة على هيئة الصليب. وقد زينت جدران هذا الهيكل بصور دينية عديدة.
ثاني هذه الهياكل في الناحية الجنوبية على يمين الهيكل الرئيسي مكرّس على اسم الملاك ميخائيل. وهو عبارة عن مربع فرشت أرضيته ببلاطات حديثة، وغُطى بقية حجرية ترتكز على أربع حنايا ركنية يتوسطه مذبح تعلوه مظلة خشبية صغيرة محمولة على عوارض مثبتة في الحوائط. وفي جداره الشرقي حنية نصف دائرية مجلدة بخشب مستحدث، يكتنفها عمودان صغيران تم تزيينها بصور لبعض القديسين.
وثالث الهياكل المشار إليها في الناحية الشمالية على يسار الهيكل الرئيس مكرس على اسم الشهيدة مارينا، وهو عبارة عن مربع تغطيه قبة محمولة على أربع حنايا ركنية فرشت أرضيته ببلاطات حديثة وجلدت أسافل جدرانه بخشب مستحدث، يتوسطه مذبح تعلوه مظلة خشبية محمولة على عوارض مثبتة في الحوائط. وعلى يسار هذا الهيكل توجد فتحة باب ثان تفضي إلى كنيسة صغيرة مكرّسة على اسم الأمير تادرس. وتقع المعمودية في الجهة الشمالية لهذه الهياكل، يُفضى إليها عبر مدخل صغير على يسار الممر المشار إليه في الهيكل الجنوبي. وهي عبارة عن غرفة مستطيلة يغطيها قبو برميلي. وفي ناحيتها الشرقية مغطس تعلوه أيقونة العماد. أما الدور العلوي فيشتمل على كنيسة صغيرة مكرّسة على اسم مار جرجس.